# Hiodon tergisus
Espèce
Statut de conservation UICN

LC : Préoccupation mineure
Hiodon tergisus, communément appelé Laquaiche argentée, est une espèce de poissons d'eau douce de la famille des Hiodontida répandue en Amérique du Nord.

## Description
La laquaiche argentée mesure environ 28 cm. Son corps est comprimé.
Le plus grand spécimen mesure 47 cm et le plus lourd pèse 907 g.

## Distribution
La laquaiche argentée est endémique de l'est de l'Amérique du Nord. On peut la trouver à la baie d'Hudson, au delta du Mississippi, au centre d'Alberta et en Caroline du Nord. 

## Écologie et comportement
La laquaiche argentée vit dans les rivières et les lacs et est généralement active pendant la journée.
Les adultes se nourrissent principalement d'insectes, mais certains mangent aussi des crustacés et des mollusques. Les jeunes mangent des larves de trichoptères, des moucherons, d'éphémères, de corixidés et de plécoptères.
Cette espèce est parfois parasitée par Crepidostomum hiodontos et Paurorhynchus hiodontis.